# Leonardo Domenech de Almeida
Leonardo Domenech de Almeida, né le 2 septembre 1992 à Campinas, est un handballeur international brésilien. Il évolue au poste de pivot au C' Chartres MHB.

## Biographie
Natif de Campinas, près de Sao Paulo, Leonardo Domenech de Almeida débute comme professionnel de handball avec l'EC Pinheiros.
Domenech de Almeida porte ensuite les couleurs d'CB Ademar León (2013-2015), avant de tenter l'aventure en Suède (Halmstad).
En 2018-2019, avec le CB Puente Genil, il joue le maintien en Liga espagnole et inscrit 78 buts en 35 matchs. International brésilien, il effectue la préparation du championnat du monde 2019, mais n'est pas retenu pour la compétition.
Pour la saison 2019-2020, il s'engage avec le C' Chartres MHB, promu en première division française. Il offre une troisième solutions dans ce secteur avec l'international qatari Youssef Benali et le jeune français Edgar Dentz, l'une des sept autres recrues.

## Palmarès
- Coupe du monde des clubs
  - 5e en 2011
- Championnat panaméricain (1)
  - Champion: 2011
- Championnat du Brésil (5)
  - Champion : 2011 et 2012